# اغتيال الصحفيين خلال الحرب الفلسطينية الإسرائيلية 2023
قتلت إسرائيل في غزة خلال الفترة الممتدة منذ 7 أكتوبر 2023 وحتى الآن أكثر من 215 صحفيا، اغتالت إسرائيل خلال عملية طوفان الأقصى عشرة صحفيين على الأقل في الأسبوع الأول فقط من المعركة. أغلبُ الصحفيين فلسطينيين وقُتلوا في أماكن متفرقة من قطاع غزّة بسببِ الغارات الجوية التي استهدفت الأبراج السكنيّة ومنازل المدنيين وغيرها، باستثناء الصحفي اللبناني عصام عبدالله الذي اغتالته قواتُ الاحتلال الإسرائيلي في علما الشعب جنوب لبنان. ارتكبت إسرائيل في ساعاتِ الصباح الأولى من يوم 10 تشرين الأول/أكتوبر مجزرة في حقِّ عددٍ من الصحفيين حينما أغارت بمقاتلاتها الحربيّة على برج حجي الذي يضمُّ مكاتب عددٍ من الصحفيين الفلسطينيين المعروفين بنقلِ الأحداث من هناك بحيث يحرصون على توثيقِ الذي يجري في قطاع غزة من قصفٍ إسرائيلي وغارات مكثفة وما يُقابلها من ردود فصائل المقاومة الفلسطينية، كما يحرصون على نقلِ الوضع الإنساني والاجتماعي من داخل القطاع. تسبَّب القصفُ الإسرائيلي في مقتلِ ما لا يقلُّ عن 3 صحفيين فلسطينيين وجرح آخرين بجروح متفاوتة الخطورة.

## خلفية

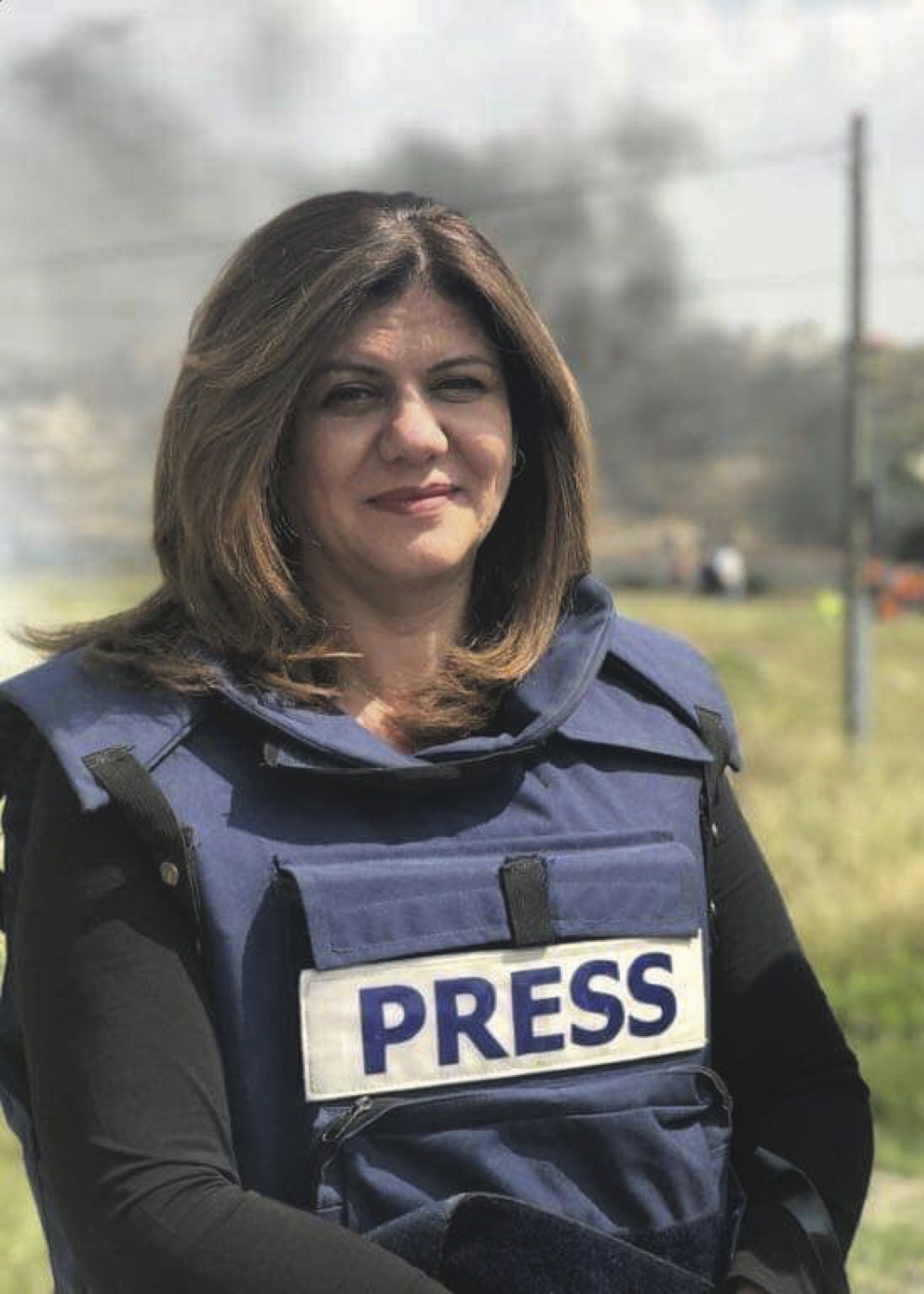
شيرين أبو عاقلة صحفية فلسطينية اغتالتها سلطات الاحتلال سنة 2021

لإسرائيل تاريخ تكرر فيه قتلها للصحفيين وبشكل بارز، فمنذ العام 1992 وحتى 2014 قتلت إسرائيل في الأراضي الفلسطينية المحتلة (الضفة الغربية وقطاع غزة) 15 صحفيا، وفي العام هجومها على غزة عام 2014 قتلت 12 صحفيا احدهم صحفي أجنبي من بين ال2200 الذين قتلتهم في تلك الحرب، ودمرت 8 وكالات صحفية محلية، إنّ مقتل الصحفيين في قطاع غزة على يد إسرائيل هو موضوع متكرر وخاصةً في الحروب، كما أنّ سجلها في اغتيال الصحافة والمصورين وغيرهم سيئ جدًا بحيث اعتَقلت واغتالَت تل أبيب العشرات من الصحفيين طوال السنين الماضية عبر صواريخ طائراتها الحربيّة وعبر رصاص جيشها وليس آخرُها الصحفية الفلسطينية في قناة الجزيرة شيرين أبو عاقلة التي اغتالتها قواتُ الاحتلال الإسرائيلي يوم 11 أيار/مايو 2021 في مخيم جنين بالضفة الغربية أثناء تغطيتها للاشتباكات المتكرّرة هناك بين الفلسطينيين والجيش الإسرائيلي، فضلًا عن محاولة اغتيال الصحفي يوسف أبو حسين في نفس العام أيضًا بعدما قصفت المقاتلات الحربية الإسرائيليّة مكان عمله في إذاعة صوت الأقصى، وكان قنّاصة جيش الاحتلال قد اغتالوا بشكل متعمَّد الصحفي الفلسطيني ياسر مرتجى أثناء تغطيته لاحتجاجات يوم الأرض في 6 نيسان/أبريل 2018 عدى عن عديدِ عمليات القتل الأخرى بحقِّ الإعلاميين والعاملين في مجال الصحافة بصفة عامّة.

## اغتيال الصحفيين خلال طوفان الأقصى

### الرصاص العشوائي في أول يوم
اغتالت إسرائيل صحفيان فلسطينيان بالرصاص أثناء قيامهما بتغطية الأحداث وذلك في أول أيام عملية طوفان الأقصى. يتعلّق الأمر بالصحفي إبراهيم محمد لافي مصوّر وكالة عين ميديا الذي كان عند حاجز إيرز الواصلِ بين قطاع غزة والأراضي المحتلة، والصحفي الثاني محمد جرغون مراسل شبكة سمارت ميديا، كما أُصيب الصحفي إبراهيم قنن أثناء عمله مع قناة الغد بشظايا قذيفة، في حين ظلَّ المصورَين نضال الوحيدي وهيثم عبد الواحد من قناة النجاح وعين ميديا مفقودان منذ 7 أكتوبر/تشرين الأول.

### الغارة على بُرج حجي
قصفت طائرات الاحتلال الحربية برج حجي على شارع المؤسسات بمحافظة غزة، مما أدى إلى تدميره بالكامل. تسبّب هذا القصفُ في مقتل عددٍ من الصحفيين الفلسطينيين المعروفين محليًا والذين أعلنوا عن موقعهم أساسًا كما كانوا يرتدون سترة الصحافة. قتلت إسرائيل خلال هذه الغارة الجويّة الصحفي سعيد رضوان الطويل من سكان محافظة رفح جنوبًا والذي كان يشغلُ منصب رئيس التحرير في موقع الخامسة نيوز، والصحفي محمد رزق صبح من سكان غزة ومصور شبكة خبر هشام النواجحة من سكان محافظة رفح حيثُ أصيب بجروح خطيرة وأدخل إلى غرفة العناية المركزة في مجمع الشفاء الطبي، وأُعلن عن مفارقتهِ الحياة فيما بعد.

### القصف الإسرائيلي على بلدة علما الشعب

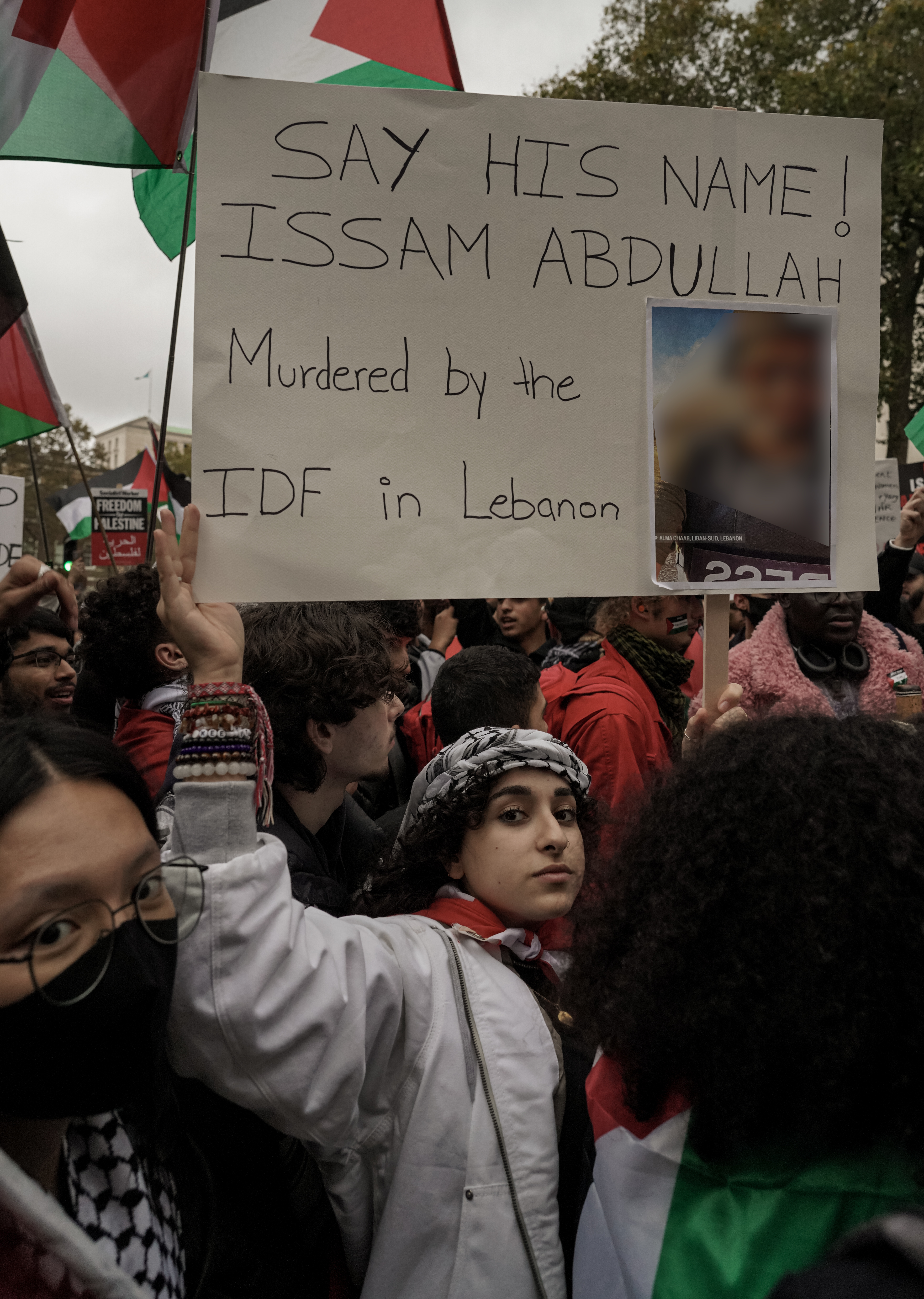
صورة عصام عبد الله صحفي رويترز، اغتاله الجيش الإسرائيلي في غارة صاروخية

في ساعات المساء الأولى ليوم الجمعة الموافق 13 تشرين الأول/أكتوبر 2023 م، اغتالت إسرائيل الصحفي اللبناني عصام عبد الله من وكالة رويترز للأنباء كما أُصِيبَ في الإستهداف الإسرائيلي 6 صحفيين آخرين، وهم ماهر نازح وثائر السوداني من وكالة رويترز، والصحافية 8 والمصور إيلي براخيا التابعين لقناة الجزيرة القطرية، والمصورة كريستينا عاصي ومصور الفيديو ديلان كولنز من وكالة الأنباء الفرنسية (فرانس برس). في بلدة علما الشعب الواقعة جنوب لبنان جراء استهدافِ قوات الاحتلال لسيارتهم المدنية.

### اغتيال إسماعيل الغول ورامي ليفي

إسماعيل الغول من قناة الجزيرة

في ساعات العصر ليوم الأربعاء 31/07/2024، كان الصحفي إسماعيل الغول والمصور رامي ليفي الذان يعملان لقناه الجزيرة، إضافه الى عدد من الصحفيين الأخرين، يصورون تقريرا في مخيم الشاطئ بجواز منزل إسماعيل هنيه، وذلك على أثر اغتياله في ذات اليوم.
إستهدفَ قصفُ سطح منزل مجاور لمنزل إسماعيل هنية وذلك خلال وجود عددٍ من الصحفيين، ثم أغارت المسيّرات الإسرائيلية عبر صواريخها على كل من حاول الهروب من موقع القصف. حاول إسماعيل ورفيقه المصوّر الفرار عبر سيّارتهما لكنّ المسيّرة الإسرائيلية تعقبتهما وأغارت عليهما عمدًا وهما المعروفانِ لديها واللذان يرتديانِ ملابس الصحافة مع سيارة تميزها علامات الصحافه، تسبّبت هذه الغارة في مقتل مراسل الجزيرة إسماعيل الغول والمصور رامي الريفي في عينِ المكان.

## القائمة
تسردُ هذه القائمة معلوماتٍ عن الصحفيين الذين اغتالتهم إسرائيل خلال معركة طوفان الأقصى. الجدول مرتب زمنيًا حسب تاريخ الاغتيال ويضمُّ اسم الصحفي الذي اغتالته إسرائيل مع المؤسسة التي كان يعملُ لصالحها فضلًا عن معلومات إضافية حول ظروف الاغتيال.
| #            | الصحفي/ة                 | المؤسسة                                  | تاريخ الاغتيال     | مكان الاغتيال             | معلومات إضافيّة |
| ------------ | ------------------------ | ---------------------------------------- | ------------------ | ------------------------- | --- |
| 1            | محمد جرغون               | وكالة سمارت ميديا (مصوّر)                 | 7 أكتوبر 2023      | رفح                       | محمّد جرغون هو صحفي فلسطيني من سكّان مدينة رفح، وكان يعملٌ صحافيًا في وكالة سمارت ميديا. قَتلت القواتُ الإسرائيليّة محمّد يوم السابع من أكتوبر بإطلاق نار أثناء تغطيته التطورات العسكرية والاشتباكات بين القوات الإسرائيلية وعناصر من كتائب القسّام الذراع العسكري لحركة حماس شرق مدينة رفح جنوب قطاع غزة.                                       |
| 2            | إبراهيم محمد لافي        | وكالة عين ميديا (مصوّر)                   | 7 أكتوبر 2023      | حاجز بيت حانون            | كانَ إبراهيم لافي يعملُ مصورًا في وكالة عين ميديا، وهو ابنُ القيادي في حماس محمّد لافي. اغتالته قواتُ الاحتلال معَ بداية معركة طوفان الأقصى بالرصاص خلال تصويره ما يجري عندَ حاجز بيت حانون (معبر إيريز) شمال قطاع غزة. |
| 3            | محمد الصالحي             | وكالة السلطة الرابعة (مصوّر)              | 7 أكتوبر 2023      | البريج                    | كان محمّد الصالحي يعملُ مصورًا في وكالة السلطة الرابعة وقد اغتالته إسرائيل في اليوم الأول من معركة طوفان الأقصى خلال تغطيته الأحداث على الشريط الحدودي شرق البريج. |
| 4            | هيثم عبد الواحد          | مصور صحفي                                | 7 أكتوبر 2023      | –                         | انقطع الاتصال بهيثم عبد الواحد خلال تغطيته الأحداث قرب حاجز إيرز، وأُعلن عن استشهاده. |
| 5            | أسعد عبد الناصر شملخ     | صحافي مستقلّ                              | 8 أكتوبر 2023      | الشيخ عجلين               | أسعد شملخ هو صحفي مستقبل كان ينقلُ الأحداث والوضع في غزة قبل أن تُغير طائرة حربية إسرائيلية على منزله في الشيخ عجلين دون تحذيرٍ ما تسبّب في مقتله هو وبعضٌ من المقرّبين له (تسعة من أفراد عائلته). |
| 6            | سعيد رضوان الطويل        | موقع الخامسة للأنباء (رئيس تحرير)        | 10 أكتوبر 2023     | غزة                       | أغارت الطائرات الحربية الإسرائيلية في ساعات مبكّرة من العاشر من تشرين الأول/أكتوبر 2023 على برج حجّي المعرفِ بتموضع عددٍ من الصحفيين فيه في حي الرمال غربّي غزة. تمّت الغارة الجوية من دون تحذير، وقد أسفرت عن مقتلِ 3 صحفيين وجُرح آخرين بجروح متفاوتة الخطورة ما مثّل جريمة حربارتكبتها القواتُ الإسرائيلية ذات السجّل السيئ جدًا في هذا الموضوع. |
| 7            | محمد رزق صبح             | وكالة خبر (مصوّر)                         | 10 أكتوبر 2023     | غزة                       | أغارت الطائرات الحربية الإسرائيلية في ساعات مبكّرة من العاشر من تشرين الأول/أكتوبر 2023 على برج حجّي المعرفِ بتموضع عددٍ من الصحفيين فيه في حي الرمال غربّي غزة. تمّت الغارة الجوية من دون تحذير، وقد أسفرت عن مقتلِ 3 صحفيين وجُرح آخرين بجروح متفاوتة الخطورة ما مثّل جريمة حربارتكبتها القواتُ الإسرائيلية ذات السجّل السيئ جدًا في هذا الموضوع. |
| 8            | هشام النواجحة            | وكالة خبر (مصوّر)                         | 10 أكتوبر 2023     | غزة                       | أغارت الطائرات الحربية الإسرائيلية في ساعات مبكّرة من العاشر من تشرين الأول/أكتوبر 2023 على برج حجّي المعرفِ بتموضع عددٍ من الصحفيين فيه في حي الرمال غربّي غزة. تمّت الغارة الجوية من دون تحذير، وقد أسفرت عن مقتلِ 3 صحفيين وجُرح آخرين بجروح متفاوتة الخطورة ما مثّل جريمة حربارتكبتها القواتُ الإسرائيلية ذات السجّل السيئ جدًا في هذا الموضوع. |
| 9            | محمد فايز أبو مطر        | مصوِّر مستقل                               | 11 أكتوبر 2023     | رفح                       | محمد فايز أبو مطر (28 عامًا) استشهد بعد قصف الاحتلال الإسرائيلي استهدف منازلًا في رفح جنوب القطاع. |
| 10           | أحمد شهاب                | صوت الأسرى(معد برامج)                    | 12 أكتوبر 2023     | جباليا                    | اغتالت إسرائيل الصحفي الفلسطيني أحمد شهاب معدّ البرامج في إذاعة صوت الأسرى أحمد شهاب بغارة جوية استهدفت منزله في مدينة جياليا ليُفارق الحياة رفقة زوجته وأولاده الثلاثة. |
| 11           | حسام مبارك               | فضائية الأقصى(مذيع)                      | 13 أكتوبر 2023     | غزة                       | اغتالت إسرائيل الصحفي الفلسطيني حسام مبارك الذي كان يعملُ مذيعًا قي قناة الأقصى وذلك بعد غاراتٍ موجّهة من طائرات الاحتلال استهدفت منزله شمال القطاع. |
| 12           | عصام عبد الله            | رويترز (مصوّر)                            | 13 أكتوبر 2023     | علما الشعب                | عصام عبد الله هو صحفي لبناني يعملُ مصورًا لدى وكالة رويترز وقد قَتله إسرائيل وأُصيبَ معه 5 آخرين بينهما صحفيان من فريق قناة الجزيرة وهما كارمن جوخدار وإيلي براخيا وذلك في الغارة الجويّة على سيارتهم في بلدة علما، حيث كان يغطي القصف جنوب لبنان بين قوات الاحتلال الإسرائيلية وحزب الله.                                                    |
| 13           | سلام خليل ميمة           | مستقلة (مصوّرة)                           | 13 أكتوبر 2023     | مخيم جباليا               | استشهدت سلام -رئيسة لجنة الصحفيات في التجمع الإعلامي الفلسطيني- مع زوجها وأطفالها الثلاثة، بعد أن قصفت طائرات الاحتلال الإسرائيلي منزلها في مخيم جباليا. |
| 14           | يوسف دوّاس                | صحيفة وقائع فلسطين وَمش أرقام WANN (كاتب) | 14 أكتوبر 2023     |                           | يوسف دوّاس هو كاتب في صحيفة وقائع فلسطين «Palestine Chronicle» والمشروع غير الربحي «مش أرقام WANN»، استشهد في غارةٍ على منزل عائلته الواقع في بلدة بيت لاهيا شمال قطاع غزة. |
| 15           | عبد الهادي حبيب          | تلفزيون "الأونروا" التعليمي              | 16 أكتوبر 2023     |                           | عبد الإله صحفي في وكالة الأونروا استشهد جراء قصفٍ إسرائيلي لشقته السكنية في حي الزيتون جنوب قطاع غزة. |
| 16           | عصام محمد بهار           | فضائية الأقصى                            | 16 أكتوبر 2023     | غزة                       | استشهد وزوجته بعد أن قصف إسرائيلي لمنزله بغارةٍ جوية في حي الصبرة بمدينة غزة، شمال القطاع. |
| 17           | محمد بعلوشة              | قناة فلسطين اليوم                        | 17 أكتوبر 2023     | غزة                       | محمد بعلوشة كان المدير الإداري والمالي لقناة فلسطين اليوم، استشهد وعائلته بعد أن قصف جيش الاحتلال الإسرائيلي منزله بحي الصفاوي شمال قطاع غزة. |
| 18           | سميح النادي              | شبكة الأقصى الفضائية (مخرج)              | 18 أكتوبر 2023     | غزة                       | سميح النادي (55 عامًا) مخرج في قناة الأقصى الفضائية، استشهد بقصف طائرات الاحتلال الإسرائيلي لمنزلهِ في قطاع غزة. |
| 19           | خليل أبو عاذرة           | فضائية الأقصى(مصور)                      | 19 أكتوبر 2023     | رفح                       | خليل أبو عاذرة مصورًا في فضائية الأقصى استشهد مع شقيقه في منطقة حي النصر شمال رفح جنوب قطاع غزة. وذلك بعد غارات موجهة من طائرات الاحتلال. |
| 20           | هاني المدهون             | فضائية الأقصى                            | 21 أكتوبر 2023     | غزة                       | هاني المدهون صحافي استشهد وزوجته وأبناؤه وأحفاده بعد أن قُصِف منزله في غزة. |
| 21           | رشدي السراج              | مصور للأونروا                            | 22 أكتوبر 2023     | غزة                       | رشدي السراج (31 عامًا) مصور معتمد للأونروا "وكالة غوث وتشغيل اللاجئين" ومن مؤسسي شركة عين ميديا في غزة، استشهد في غارة جوية على منزل والده في حي تل الهوا وسط قطاع غزة. |
| 22           | محمد عماد سعيد لبد       | مؤسسة الرسالة للإعلام                    | 23 أكتوبر 2023     | غزة                       | محمد لبد (27 عامًا) صحافي استشهد بعد قصف طائرات حربية إسرائيلية لمنزله في غزة بحي الشيخ رضوان. |
| 23           | سائد الحلبي              | صحفي في شبكة الأقصى                      | 25 أكتوبر 2023     | مخيم جباليا               | سائد الحلبي صحفي في شبكة الأقصى الإعلامية استشهد جراء قصف طائرات الاحتلال منزله في مخيم جباليا شمالي القطاع. |
| 24           | أحمد أبو مهادي           | صحفي في شبكة الأقصى                      | 25 أكتوبر 2023     |                           | |
| 25           | سلمى مخيمر               | صحفية مستقلة                             | 25 أكتوبر 2023     | رفح                       | سلمى مخيمر صحافية مستقلة، استشهدت هي وطفلها ووالديها جراء قصف على رفح جنوب القطاع. |
| 26           | جمال الفقعاوي            | مؤسسة ميثاق الإعلامية                    | 25 أكتوبر 2023     | خان يونس                  | جمال الفقعاوي صحافي استشهد بعد أن قصف جيش الاحتلال الإسرائيلي منزله بخانيونس. |
| 27           | دعاء شرف                 | مذيعة في إذاعة صوت الأقصى                | 26 أكتوبر 2023     | غزة                       | دعاء شرف مقدمة برامج في إذاعة صوت الأقصى استشهدت هي وطفلها خلال عملية قصف القوات الجوية الإسرائيلية منزلها في منطقة الزوايدة وسط القطاع. |
| 28           | ياسر صبحي أبو ناموس      | مؤسسة الساحل للإعلام                     | 26 أكتوبر 2023     | خانيونس                   | ياسر أبو ناموس صحافي استشهد ووالدته بعد أن قصفت الطائرات الحربية الإسرائيلية منزله غرب مدينة خان يونس. |
| 29           | إياد مطر                 | صحفي في قناة الأقصى                      | 2 نوفمبر 2023      | غزة                       | إياد مطر صحفي استشهد ووالدته في قصف القوات الإسرائيلية على المحافظة الوسطى في قطاع غزة. |
| 30           | محمد أبو حطب             | مراسل تلفزيون فلسطين                     | 2 نوفمبر 2023      | خانيونس                   | محمد أبو حطب مراسل تلفزيون فلسطين استشهد بغارة جوية إسرائيلية هو وزوجته وعدد من أفراد أسرته استهدفت منزله في خانيونس جنوب قطاع غزة. |
| 31           | هيثم حرارة               | صحفي في المكتب الإعلامي الحكومي          | 3 نوفمبر 2023      | غزة                       | هيثم حرارة صحفي في مكتب الإعلام الحكومي استشهد بغارة جوية إسرائيلية استهدفت بوابة مجمع الشفاء الطبي. |
| 32           | محمد الجاجة              | صحفي حر                                  | 6 نوفمبر 2023      | حي النصر                  | محمد الجاجة استشهد برفقة عدد من أفراد أسرته بغارة جوية اسرائيلية على منزله بحي النصر في قطاع غزة. |
| 33           | يحيى أبو منيعة           | صحفي في إذاعة الأقصى                     | 7 نوفمبر 2023      | غزة                       | يحيى أبو منيعة صحفي إذاعة الأقصى استشهد بغارة جوية اسرائيلية على مدينة غزة. |
| 34           | محمد أبو حصيرة           | وكالة وفا                                | 7 نوفمبر 2023      | غزة                       | محمد أبو حصيرة صحفي في وكالة الأنباء الفلسطينية وفا استشهد هو وأفراد أسرته بغارة جوية اسرائيلية على منزله غرب مدينة غزة. |
| 35           | أحمد فطيمة               | القاهرة الإخبارية                        | 13 نوفمبر 2023     | غزة                       | أحمد فطيمة مراسل القاهرة الإخبارية. استشهد يوم الإثنين خلال قصف قوات الإحتلال محيط مستشفى الشفاء في غزة. |
| 36           | مصطفى الصواف             | كاتب صحفي ومحلل سياسي                    | 18 نوفمبر 2023     | غزة                       | مصطفى الصواف كاتب صحفي ومحلل سياسي، اغتيل مع افراد أسرته بغارة جوية إسرائيلية على منزله بقطاع غزة. |
| 37           | ساري منصور               | وكالة قدس نيوز                           | 18 نوفمبر 2023     | مخيم البريج               | ساري منصور، مدير عام وكالة قدس نيوز أُغتيل بغارة جوية اسرائيلية على منزله بمخيم البريج في قطاع غزة. |
| 38           | حسونة سليم               | وكالة قدس نيوز                           | 18 نوفمبر 2023     | مخيم البريج               | حسونة سليم، مصور صحفي في وكالة قدس نيوز أُغتيل بغارة جوية إسرائيلية على منزله بمخيم البريج في قطاع غزة. |
| 39           | بلال جادالله             | مؤسسة بيت الصحافة                        | 19 نوفمبر 2023     | غزة                       | بلال جاد الله، مدير عام بيت الصحافة، أُغتيل في غارة جوية اسرائيلية على سيارته في طريق نزوحه للجنوب. |
| 40           | الآء طاهر الحسنات        | صحفية                                    | 20 نوفمبر 2023     | غزة                       | الآء طاهر الحسنات، أُغتيلت بغارة جوية إسرائيلية على منزل عائلتها في حي الدرج بمدينة غزة. |
| 41           | أيات خضورة               | صحفية                                    | 20 نوفمبر 2023     | غزة                       | آيات خضورة، صحفية أغتيلت بغارة جوية إسرائيلية على منزلها في بيت لاهيابمدينة غزة. |
| 42           | فرح عمر                  | مراسلة الميادين                          | 21 نوفمبر 2023     | لبنان                     | فرح عمر مراسلة قناة الميادين أُغتيلت بصاروخ اسرائيلي أثناء تواجدها في منطقة طيرحرفا قضاء صور جنوب لبنان لتغطية الحرب. |
| 43           | ربيع معماري              | مصور                                     | 21 نوفمبر 2023     | لبنان                     | ربيع معماري مصور قناة الميادين أُغتيل بصاروخ اسرائيلي أثناء تغطية للحرب في منطقة الجنوب اللبناني. |
| 44           | محمد معين عياش           | مصور                                     | 23 نوفمبر 2023     | غزة                       | محمد عياش مصور صحفي أُغتيل برفقة عدد من أفراد عائلته إثر غارة جوية إسرائيلية لمنزله في النصيرات وسط قطاع غزة. |
| 45           | منتصر مصطفى صوَّاف         | وكالة الأناضول التركية (مصور)            | 1 ديسمبر 2023      | غزة                       | استشهد منتصر (33 عامًا) وعدد من أفراد أسرته، منهم والده ووالدته في قصف الطيران الحربي الإسرائيلي لمنزلهم في حي الدرج جنوب مدينة غزة. |
| 46           | عبد الله درويش           | فضائية الأقصى (مصور)                     | 1 ديسمبر 2023      | غزة                       | استشهاد عبد الله درويش (أبو مؤمن) في قصفٍ إسرائيلي على غزة. |
| 47           | حسان فرج الله            | قناة القدس اليوم (مقدم)                  | 2 ديسمبر 2023      | جباليا                    | حسان عبد الفتاح فرج الله (39 عامًا) أُصيب بقصف مدفعي إسرائيلي استهدف مخيم جباليا للاجئين شمال قطاع غزة. |
| 48           | مروان مصطفى الصوَّاف       | مصوِّر حر                                  | 2 ديسمبر 2023      | غزة                       | استشهد مروان (30 عامًا) وعدد من أفراد أسرته، منهم والده ووالدته، وأخوه المصور الصحفي منتصر في قصف الطيران الحربي الإسرائيلي لمنزلهم في حي الدرج جنوب مدينة غزة. |
| 49           | شيماء الجزّار             | صحافية                                   | 3 ديسمبر 2023      | رفح                       | استشهدت وعائلتها بعد أن قصفت قوات الاحتلال منزلهم في رفح. |
| 50           | محمود سالم               | مصور الدفاع المدني                       | 3 ديسمبر 2023      | غزة                       | استشهد محمود في استهداف من طيران الاحتلال لطاقم الدفاع المدني في غزة. |
| 51           | حمادة اليازجي            | وكالة كنعان الإخبارية (محرر ومدقق أخبار) | 4 ديسمبر 2023      | حي الشيخ رضوان            | استشهد حمادة (29 عامًا) وعدد من أفراد أسرته بقصف الإحتلال الإسرائيلي لمنزلهم في حي الشيخ رضوان شمال مدينة غزة. |
| 52           | علا عطا الله             | صحافية                                   | 9 ديسمبر 2023      | غزة                       | استشهدت علا وعدد من أفراد عائلتها جراء قصف الاحتلال الاسرائيلي على منزلهم الواقع في حي الدرج في مدينة غزة، جنوب القطاع. |
| 53           | دعاء الجبور              | صحافية حُرة                               | 9 ديسمبر 2023      | خانيونس                   | قصف الاحتلال الاسرائيلي منزلها في خانيونس، جنوب قطاع غزة. راحت ضحيته هي وزوجها وأطفالها، وعدد من أفراد عائلتها. |
| 54           | محمد أبو سمرة            | مصور                                     | 10 ديسمبر 2023     | شمال غزة                  | محمد أبو سمرة (27 عامًا) أثناء وجوده بالقرب من مستشفى كمال عدوان وجد أحد أصدقائه مُلقى على الأرض وقد فارق الحياة، حاول نقل جثته لكن استشهد برصاص قناص من جنود الاحتلال الإسرائيلي قبل أن يفعل. أصيب محمد قبل استشهاده بأسبوع عندما قُصِفت مدرسة تل الزعتر شمال قطاع غزة، واستشهد شقيقه التوأم أحمد جراء ذلك.                                |
| 55           | نرمين قواس               | صحافية                                   | 11 ديسمبر 2023     | غزة                       | متدربة مع قناة روسيا اليوم وعملت قبل ذلك في معهد الإعلام للاتصال. |
| 56           | حنان بسام عيَّاد           | صحافية                                   | 12 ديسمبر 2023     | غزة                       | حنان عياد (26 عامًا) غارة جوية إسرائيلية على منزلها في حي الدرج في مدينة غزة، ما أدّى إلى استشهادها وزوجها. |
| 57           | علي فضل خالد عاشور       | صحافي حُر                                 | 13 ديسمبر 2023     | غزة                       | علي عاشور (37 عامًا) كان علي في حي تلّ الهوا غرب مدينة غزة لتغطية توغل الجيش الاسرائيلي أُصيب برصاصة من أحد الجنود الذين كانوا يعتلون المباني هناك. |
| 58           | عبد الكريم عودة          | صحافي                                    | 13 ديسمبر 2023     | غزة                       | صحافي، كان يعمل سابقًا مراسلًا ومنتجًا في قناة الميادين، استشهد جراء قصف الاحتلال الاسرائيلي قطاع غزة. |
| 59           | سامر أبو دقة             | قناة الجزيرة(مصور)                       | 15 ديسمبر 2023     | غزة                       | سامر أبو دقة مصور قناة الجزيرة أُغتيل خلال غارة جوية على مدرسة فرحانة في خان يونس. |
| 60           | رامي هشام بدير           | إعلامي في جهاز الدفاع المدني الفلسطيني   | 15 ديسمبر 2023     | خانيونس                   | استشهد رامي بقصف إسرائيلي على خانيونس وسط قطاع غزة. |
| 61           | عصام كمال موسى           | مراسل لموقع فلسطين الآن                  | 16 ديسمبر 2023     | خانيونس                   | استشهد في قصف إسرائيلي على منزلٍ في خانيونس. |
| 62           | حنين حسن القطشان         | صحفية                                    | 17 ديسمبر 2023     | غزة                       | حنين القطشان (33 عامًا) صحفية في قناة الكوفية وإذاعة صوت الوطن أُغتيلت مع عائلتها بغارة جوية اسرائيلية على منزلهم بمخيم النصيرات. |
| 63           | عبد الله علوان           | معلق صوتي في ميدان - قناة الجزيرة        | 18 ديسمبر 2023     | غزة                       | معلق الصوتي عبر صفحة ميدان التابعة لموقع الجزيرة نت، إثر قصف للاحتلال الإسرائيلي استهدف منزل عائلته في بلدة جباليا شمال قطاع غزة. وانضم لفريق "ميدان" منذ تأسيسه عام 2017، كما ساهم في التعليق الصوتي على عدد من الحلقات لصالح قناة الجزيرة.                                                                                            |
| 64           | عادل زعرب                | صحافي                                    | 19 ديسمبر 2023     | رفح                       | عمل عادل عمل في صحافيًا في العديد من وسائل الإعلام المحلية والدولية، وكان ناطقًا رسميًا سابقًا باسم معبر رفح. استشهد بعد قصف الاحتلال لمنزل عائلته في محافظة رفح، جنوب قطاع غزة. |
| 65           | علاء أبو معمر            | صحافي                                    | 21 ديسمبر 2023     | رفح                       | استشهد علاء و 27 من عائلته في مجزرة عائلة أبو معمر عند استهداف جيش الاحتلال منزلًا في منطقة الأوروبي شرق خان يونس. |
| 66           | محمد رمضان خليفة الصعيدي | قناة الأقصى (مخرج)                       | 22 ديسمبر 2023     | دير البلح (مخيم النصيرات) | حاصل على درجة بكالوريوس في الصحافة وإعلام ودرجة الدبلوم في فنون التلفزيون، رئيس قسم التصوير والإضاءة في قناة الأقصى. استشهد الصحافي محمد خليفة (42 عامًا) وزوجته وأبنائه الثلاثة بعد أن قصفت قوات الاحتلال منزله في مخيم النصيرات. |
| 67           | محمد نصر أبو هويدي       | صحيفة الاستقلال (مصور)                   | 23 ديسمبر 2023     | غزة                       | استشهد المصور محمد أبو هويدي (29 عاما) في قصف في غزة، خلال تغطيته لعدوان قوات الاحتلال في حي الشجاعية. |
| 68           | محمد عبد الخالق العف     | وكالة الرأي الفلسطينية (مصور)            | 24 ديسمبر 2023     | غزة                       | استشهد محمد (31 عامًا) في غزة على يد الاحتلال. |
| 69           | أحمد ماهر خير الدين      | القدس اليوم (مصور)                       | 28 ديسمبر 2023     | بيت لاهيا                 | استشهد أحمد (30 عامًا) ومحمد خير الدين (أبو عبد الله، 45 عامًا) في قصف جوي استهدف بيت عائلتهما في بيت لاهيا، شمال قطاع غزة. |
| 70           | محمد أحمد خير الدين      | قناة الأقصى الفضائية (صحافي)             | 28 ديسمبر 2023     | بيت لاهيا                 | استشهد أحمد (30 عامًا) ومحمد خير الدين (أبو عبد الله، 45 عامًا) في قصف جوي استهدف بيت عائلتهما في بيت لاهيا، شمال قطاع غزة. |
| 71           | جبر أبو هدروس            | قناة القدس اليوم (مراسل)                 | 29 ديسمبر 2023     | دير البلح (مخيم النصيرات) | استشهد مراسل القدس اليوم وعدد من أفراد عائلته إثر قصف طائرات الاحتلال الاسرائيلية منزلهم في مخيم النصيرات وسط القطاع. |
| 72           | نرمين نصر حبوش           | مؤسَّسة بيالارا (منسقة البرامج الإعلامية)  | 30 ديسمبر 2023     | غزة                       | استشهدت نرمين (36 عامًا) وابنتها ووالدتها في استهداف لمنزلها الواقع في غزة. |
| 73           | حمزة وائل دحدوح          | شبكة الجزيرة (صحافي)                     | 7 يناير 2024       | رفح                       | استشهد الصحافيان بقصف مباشر من الاحتلال الإسرائيلي للسيارة التي تقلُّهم في منطقة ميراج في رفح، جنوب القطاع. |
| 74           | مصطفى سعيد أبو ثريا      | وكالة الصحافة الفرنسية (مصور)            | 7 يناير 2024       | رفح                       | استشهد الصحافيان بقصف مباشر من الاحتلال الإسرائيلي للسيارة التي تقلُّهم في منطقة ميراج في رفح، جنوب القطاع. |
| 75           | علي سالم أبو عجوة        | وكالة السلطة الرابعة (مصور)              | 7 يناير 2024       | مخيم البريج، دير البلح    | استشهد علي (23 عامًا) بقصف إسرائيلي على مخيم البريج أثناء تغطيته الصحفية. |
| 76           | حسن إصليح                | قناته على تيلغرام ووكالة "علم 24"        | \| 13 مايو 2025 \| | مجمع ناصر الطبي           | استهدف إصليح بقصف مباشر أثناء تلقيه العلاج في مجمع ناصر الطبي جنوبي القطاع، بعد أن كان أصيب من قبل خلال محاولة اغتيال سابقة |
| 13 مايو 2025 |                          |                                          |                    |                           | |